# 袁保恒
袁 保恒（えん ほこう、Yuan Baoheng、1827年 - 1878年）、字は小午。清末の官僚。袁甲三の子で袁世凱の従父に当たる。
河南省項城出身。1850年に進士となり、庶吉士に選ばれ、編修となった。父が太平天国・捻軍との戦いに赴くと、袁保恒も従軍した。1857年、亳州の包囲を解き、捻軍の根拠地の雉河集を攻撃し、功績をあげた。1858年、捻軍の李大喜や孫葵心を相次いで破り、バトゥルの称号を得た。1859年に北京に戻るが、翌年にふたたび袁甲三軍に入り、定遠を攻略した。1862年、侍読・侍講・庶子に連続して昇進し、1863年に袁甲三が死去すると侍講学士に補せられた。
1868年、捻軍が北京に迫ると袁保恒は李鴻章から軍を委ねられて、平定にあたった。その後、陝甘総督左宗棠の回民蜂起制圧に従軍し、食糧補給を担当した。1874年に内閣学士・戸部侍郎に昇進し、翌年に北京に戻った。1876年、刑部侍郎に異動。
1877年、河南省で旱魃が発生し、その対策にあたっていたが、翌年に視察の途上で疫病にかかって死去した。文誠の諡号が贈られた。